# Dave Tomlinson
Pour les articles homonymes, voir Tomlinson.
Dave Tomlinson (né le 8 mai 1969 à North Vancouver en Colombie-Britannique au Canada) est un joueur professionnel de hockey sur glace qui évoluait au poste de centre.

## Carrière de joueur
Choisi par les Maple Leafs de Toronto lors du repêchage supplémentaire du Repêchage d'entrée dans la LNH 1989, il a participé à 42 matchs de la LNH pour les Maple Leafs, les Jets de Winnipeg et les Panthers de la Floride.
Il a ensuite passé l'essentiel de sa carrière en Europe, principalement en Allemagne avec l'Adler Mannheim. Il a pris sa retraite sportive en 2006.

### Statistiques
| Saison     | Équipe                    | Ligue      |    | Saison régulière | Saison régulière | Saison régulière | Saison régulière | Saison régulière |    | Séries éliminatoires | Séries éliminatoires | Séries éliminatoires | Séries éliminatoires | Séries éliminatoires |
| Saison     | Équipe                    | Ligue      | PJ | B                | A                | Pts              | Pun              | PJ               | B  | A                    | Pts                  | Pun                  |                      |                      |
| 1987-1988  | Terriers de Boston        | NCAA       | 34 | 16               | 20               | 36               | 40               |                  |    |                      |                      |                      |                      |                      |
| 1988-1989  | Terriers de Boston        | NCAA       | 34 | 16               | 30               | 46               | 28               |                  |    |                      |                      |                      |                      |                      |
| 1989-1990  | Terriers de Boston        | NCAA       | 43 | 15               | 22               | 37               | 53               |                  |    |                      |                      |                      |                      |                      |
| 1990-1991  | Terriers de Boston        | NCAA       | 41 | 30               | 30               | 60               | 55               |                  |    |                      |                      |                      |                      |                      |
| 1991-1992  | Maple Leafs de Saint-Jean | LAH        | 75 | 23               | 34               | 57               | 75               | 12               | 4  | 5                    | 9                    | 6                    |                      |                      |
| 1991-1992  | Maple Leafs de Toronto    | LNH        | 3  | 0                | 0                | 0                | 2                | --               | -- | --                   | --                   | --                   |                      |                      |
| 1992-1993  | Maple Leafs de Saint-Jean | LAH        | 70 | 36               | 48               | 84               | 115              | 9                | 1  | 4                    | 5                    | 8                    |                      |                      |
| 1992-1993  | Maple Leafs de Toronto    | LNH        | 3  | 0                | 0                | 0                | 2                | --               | -- | --                   | --                   | --                   |                      |                      |
| 1993-1994  | Hawks de Moncton          | LAH        | 39 | 23               | 23               | 46               | 38               | 20               | 6  | 6                    | 12                   | 24                   |                      |                      |
| 1993-1994  | Jets de Winnipeg          | LNH        | 31 | 1                | 3                | 4                | 24               | --               | -- | --                   | --                   | --                   |                      |                      |
| 1994-1995  | Cyclones de Cincinnati    | LIH        | 78 | 38               | 72               | 110              | 79               | 10               | 7  | 3                    | 10                   | 8                    |                      |                      |
| 1994-1995  | Panthers de la Floride    | LNH        | 5  | 0                | 0                | 0                | 0                | --               | -- | --                   | --                   | --                   |                      |                      |
| 1995-1996  | Cyclones de Cincinnati    | LIH        | 81 | 39               | 57               | 96               | 127              | 17               | 4  | 12                   | 16                   | 18                   |                      |                      |
| 1996-1997  | Adler Mannheim            | DEL        | 49 | 19               | 32               | 51               | 66               |                  |    |                      |                      |                      |                      |                      |
| 1997-1998  | Adler Mannheim            | DEL        | 44 | 20               | 30               | 50               | 58               |                  |    |                      |                      |                      |                      |                      |
| 1998-1999  | Adler Mannheim            | DEL        | 49 | 12               | 28               | 40               | 74               |                  |    |                      |                      |                      |                      |                      |
| 1999-2000  | Adler Mannheim            | DEL        | 56 | 20               | 30               | 50               | 101              | 5                | 1  | 2                    | 3                    | 6                    |                      |                      |
| 2000-2001  | Adler Mannheim            | DEL        | 59 | 21               | 24               | 45               | 84               | 12               | 4  | 7                    | 11                   | 28                   |                      |                      |
| 2001-2002  | Adler Mannheim            | DEL        | 33 | 9                | 16               | 25               | 26               | 12               | 1  | 2                    | 3                    | 8                    |                      |                      |
| 2002-2003  | Nürnberg Ice Tigers       | DEL        | 18 | 6                | 5                | 11               | 8                | 3                | 0  | 0                    | 0                    | 8                    |                      |                      |
| 2003-2004  | Hamburg Freezers          | DEL        | 46 | 8                | 17               | 25               | 109              | 11               | 4  | 5                    | 9                    | 10                   |                      |                      |
| 2004-2005  | Hamburg Freezers          | DEL        | 43 | 14               | 9                | 23               | 34               | 6                | 1  | 0                    | 1                    | 0                    |                      |                      |
| 2005-2006  | HC Martigny               | LNB        | 35 | 8                | 19               | 27               | 58               |                  |    |                      |                      |                      |                      |                      |
| 2005-2006  | Krefeld Pinguine          | DEL        | 4  | 0                | 2                | 2                | 33               | 5                | 2  | 2                    | 4                    | 2                    |                      |                      |
| 2005-2006  | EV Zoug                   | LNA        | 2  | 0                | 1                | 1                | 0                | --               | -- | --                   | --                   | --                   |                      |                      |
| Totaux LNH | Totaux LNH                | Totaux LNH | 42 | 1                | 3                | 4                | 28               |                  |    |                      |                      |                      |                      |                      |